# Margarita Delgado de Solís Quiroga
Margarita Delgado de Solís Quiroga (Fresnillo, Zacatecas; 1888 - 1971), fue una de las primeras mujeres graduadas en Medicina en México y la primera médico zacatecana. Realizó su examen profesional en 1922 y a lo largo de su vida, perteneció a por lo menos 12 agrupaciones profesionales, políticas y de carácter feminista.

## Estudios
Realizó sus primeros estudios en la Escuela Normal y posteriormente en la Escuela Nacional de Medicina graduándose en septiembre de 1922 con la tesis "Las plaquitas sanguíneas". Fue jefa de trabajos de fisiología y medicina en la misma institución en la que estudió e impartió diferentes cátedras como psicología, fisiología y puericultura. Laboró en el Instituto de Higiene siendo encargada del departamento de biología. También llegó a laborar en la Secretaría de Salubridad y Asistencia y en el Reformatorio para mujeres.

## Asociaciones

### Sociedad Mexicana de Eugenesia
Fue una de las fundadoras y la primera vicepresidenta de la Sociedad Mexicana de Eugenesia y el Frente Único Pro Derechos de la mujer, Como miembro de la sociedad mexicana de eugenesia, el 17 de febrero de 1939 impartió la conferencia "Labor eugenésica de la trabajadora social" en donde se manifestó a favor de la postura de que la herencia de cada persona determina su inteligencia, sin importar el medio en el que se encuentren.

### Otras
En 1947 organizó el primer congreso de la Pan American Medical Women’s Alliance, presidiendo esta última agrupación, así como la sección mexicana de la Young Women’s Christian Association (YWCA).